# Swedish League
Swedish League (tidigare Silva League) är en serie orienteringstävlingar som genomförs i perioden mars-september, och innehåller upp till 11 deltävlingar. Sista tävlingen, finalen, är en jaktstart då man räknar ihop resultatet från alla deltävlingar.  De tävlande är orienteringseliten, både svensk och internationell. 
Syftet med tävlingarna är att visa upp orientering till icke-orienterare. Ett annat syfte är att arrangörer lär sig hur man arrangerar större orienteringstävlingar av hög kvalité. 
Silva League startades som en efterföljare av Elitserien 2012. Inför 2015 hoppade tidigare huvudsponsorn Silva av, och då bytte man namnet till Swedish League. 

## Segrare
| 2012 | Tatjana Rjabkina, SoIK Hellas         | Gustav Bergman, OK Ravinen            |                                       |                                       |
| 2013 | Tove Alexandersson, Stora Tuna OK     | Thierry Gueorgiou, Kalevan Rasti      |                                       |                                       |
| 2014 | Tove Alexandersson, Stora Tuna OK     | Gustav Bergman, OK Ravinen            |                                       |                                       |
| 2015 | Emma Klingenberg, Järla IF OK         | Gustav Bergman, OK Ravinen            |                                       |                                       |
| 2016 | Tove Alexandersson, Stora Tuna OK     | Gustav Bergman, OK Ravinen            |                                       |                                       |
| 2017 | Helena Jansson, OK Ravinen            | Gustav Bergman, OK Ravinen            |                                       |                                       |
| 2018 | Karolin Ohlsson, Järla IF OK          | Emil Svensk, Stora Tuna OK            |                                       |                                       |
| 2019 | Karolin Ohlsson, Järla IF OK          | Gustav Bergman, OK Ravinen            |                                       |                                       |
| 2020 | intälld på grund av Covid-19-pandemin | intälld på grund av Covid-19-pandemin | intälld på grund av Covid-19-pandemin | intälld på grund av Covid-19-pandemin |
| 2021 | Karolin Ohlsson, Järla IF OK          | Gustav Bergman, OK Ravinen            |                                       |                                       |
| 2022 | Tove Alexandersson, Stora Tuna OK     | Gustav Bergman, OK Ravinen            |                                       |                                       |
| 2023 | Tove Alexandersson, Stora Tuna OK     | Viktor Svensk, Stora Tuna OK          |                                       |                                       |
| 2024 | Hanna Lundberg, OK Renen              |                                       |                                       |                                       |